# Torneo Pentagonal de Verano
El Torneo Pentagonal de verano fue una competencia de carácter amistoso, propia del fútbol argentino, en la cual participaban los considerados cinco grandes de ese país. Comenzó a realizarse en 2001 y se organizó ininterrumpidamente hasta 2009, exceptuando la edición de 2002.
El último campeón de la competencia fue Boca Juniors.

## Características
El torneo se disputaba en un único grupo, bajo el sistema de todos contra todos. Participaban, Boca Juniors, River Plate, Independiente, Racing Club y San Lorenzo. Generalmente se realizaba entre los meses de enero y febrero, en diferentes ciudades de Argentina, como Mar del Plata, Mendoza o Salta.
Este torneo nació de la anterior e histórica Copa de Oro que se disputó hasta el año 2000.
Tenía por objetivo principal la preparación de los equipos para afrontar el campeonato local y permitir que en temporada de vacaciones las provincias y ciudades del interior pudieran albergar espectáculos futbolísticos.
Los aupiciantes del torneo fueron variando según los años: en 2004 fue Personal; en 2005 fue Gillette Prestobarba Excel; en 2006 fue Telecom; en 2007 y 2008, Banco Macro; y en 2009, por caso, Polacrin.
A partir de 2010, el torneo dejó de disputarse y en su lugar se organizaron dos triangulares, el Triangular de Mar del Plata y el Triangular de Salta. Además de los cinco grandes del fútbol argentino, participó Estudiantes de La Plata, que se adjudicó una de las competencias.
Lo mismo ocurrió en 2011 y 2012, cuando se organizó la Copa de Oro y la Copa Ciudad de Mar del Plata con el auspicio de YPF.

## Resultados y estadísticas

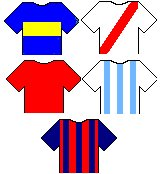
Los equipos que participaban del torneo, los cinco grandes del fútbol argentino.

| Año  | Campeón       | Subcampeón    |
| ---- | ------------- | ------------- |
| 2001 | Boca Juniors  | Independiente |
| 2002 | No se disputó | No se disputó |
| 2003 | Boca Juniors  | River Plate   |
| 2004 | San Lorenzo   | Racing        |
| 2005 | San Lorenzo   | Boca Juniors  |
| 2006 | Boca Juniors  | San Lorenzo   |
| 2007 | River Plate   | Independiente |
| 2008 | River Plate   | Independiente |
| 2009 | Boca Juniors  | Independiente |

### Palmarés
| Equipo        | Títulos | Subtítulos |
| Boca Juniors  | 4       | 1          |
| San Lorenzo   | 2       | 1          |
| River Plate   | 2       | 1          |
| Independiente | 0       | 4          |
| Racing        | 0       | 1          |

### Goleadores
| Año  | Jugador                                                         | Equipo                                        | Goles         |
| 2001 | Diego Milito José Chatruc Javier Saviola Martín Cardetti        | Racing River Plate                            | 2             |
| 2002 | No se disputó                                                   | No se disputó                                 | No se disputó |
| 2003 | Alberto Acosta Luis Rueda                                       | San Lorenzo Racing                            | 3             |
| 2004 | Gastón Fernández                                                | Racing                                        | 3             |
| 2005 | Germán Herrera                                                  | San Lorenzo                                   | 3             |
| 2006 | Sergio Agüero Santiago Malano Rodrigo Palacio Gabriel Loeschbor | Independiente Racing Boca Juniors River Plate | 2             |
| 2007 | Bruno Marioni Claudio Fileppi                                   | Boca Juniors Racing                           | 2             |
| 2008 | Germán Denis                                                    | Independiente                                 | 2             |
| 2009 | Radamel Falcao García Jesús Dátolo Darío Gandín Hernán Fredes   | River Plate Boca Juniors Independiente        | 2             |